# رد الشمس
رد الشمس، از معجزات محمد بشمار می‌رود که به توسط مسلمانان در تأیید اثبات نبوت محمد مورد استدلال قرار خواهد گرفت. بر اساس این واقعه، محمد، خورشید را در هنگام غروب، به جایگاهش در وسط روز بازگردانده‌است. حدیث مربوط به این واقعه را اسماء بنت عمیس از طریقی صحیح در علم حدیث گزارش کرده‌است. این معجزه، در منابع شیعی همواره به عنوان فضیلتی برای علی بن ابی‌طالب به‌شمار رفته‌است. این معجزه پیش از محمد، برای یوشع بن نون نیز گزارش شده‌بود.
بر اساس برخی از روایات، این واقعه برای علی بن ابی‌طالب پس از درگذشت محمد نیز رخ داده‌است. در این خصوص قسطانی از دانشمندان اهل سنت نیز این ماجرا را برای علی بن ابی‌طالب گزارش کرده‌است.